# 小行星23779
小行星23779（23779 Cambier）是一颗绕太阳运转的小行星，为主小行星带小行星。该小行星于1998年8月19日发现。

## 轨道参数
小行星23779的轨道半长轴为388 905 112 km，2.5996331 UA，离心率为0.185。